# Tip 98 Ke-Ni
Tip 98 Ke-Ni je bio laki tenk vojske Japanskog Carstva. Dizajniran je kako bi zamijenio model Tip 95 Ha-Go koji je bio najbrojnije borbeno vozilo u redovima carske vojske. U odnosu na svog prethodnika nije previše poboljšan. Lakši je zbog tanjeg oklopa, ali je oklop malo drugačijeg oblika (zakošen pod većim kutom) čime se dobiva na većoj efektivnoj debljini. Proizveden je u svega stotinjak primjeraka.

## Vanjske poveznice
|  | Zajednički poslužitelj ima stranicu o temi Type 98 Ke-Ni    |
|  | Zajednički poslužitelj ima još gradiva o temi Type 98 Ke-Ni |

- (en) - specifikacije tenka na onwar.com  Arhivirana inačica izvorne stranice od 22. ožujka 2014. (Wayback Machine)